# Horia Mosadiq
Horia Mosadiq é uma activista afegã de direitos humanos, analista política e jornalista. Ela tem enfrentado ameaças pessoais por seu trabalho como activista e jornalista. Mosadiq actualmente trabalha para a Amnistia Internacional.

## Biografia
Mosadiq era uma criança quando o Afeganistão foi invadido pelos soviéticos, em 1979. Mosadiq começou a estudar jornalismo na Universidade de Cabul, em 1992. Ela foi forçada a parar de frequentar a faculdade e deixou o Afeganistão logo após o governo de Najibullah ser derrubado. Ela e sua família buscaram refúgio no Paquistão, em 1995, onde ela trabalhou em Islamabad, como jornalista, para a United Press International. Mosadiq, eventualmente, terminou o seu mestrado em Relações Públicas pela Universidade de Berkeley.
Depois de os Estados Unidos e a Grã-Bretanha invadirem o Afeganistão em 2002, mudou-se de volta a seu país de origem e começou a trabalhar para a Amnistia Internacional em Cabul, que só ficou aberta até 2003. Depois disso, ela fez vários trabalhos para diferentes agências de direitos humanos. Ela também forneceu o comentário político para a Newsweek em 2004.
Então, Mosadiq começou a receber ameaças daqueles que não gostavam do seu activismo. Em 2008, a Amnistia Internacional ajudou ela e a sua família a mudar-se para Londres, onde ela começou a trabalhar para a Amnistia Internacional ao abrigo de um visto de trabalho. O seu marido tinha sido baleado com um tiro e o rosto da filha havia ficado dilacerado. Mosadiq diz que "Enquanto as ameaças eram dirigidas a mim, eu não me importo porque quando você decide o que quer fazer, você também está ciente dos perigos daquilo que fará. Mas quando tudo era dirigido contra a minha família, era muito difícil ver minha família a pagar pelo que eu fiz."
Mosadiq actualmente trabalha para a Amnistia Internacional, como a sua Pesquisadora sobre o Afeganistão. Ela começou a trabalhar para eles, a esse título, em 2008. Como membro da Amnistia Internacional, ela viaja frequentemente entre Londres e Cabul. Mosadiq providencia dados e pesquisa para o relatório da Amnistia Internacional "Fugindo da Guerra, Encontrando Miséria: A Situação dos Deslocados Internos no Afeganistão." Ela também informou a CNN news em uma entrevista, que, enquanto os direitos humanos tenham tido ganhos residuais e lentos desde 2002 no Afeganistão, a Amnistia Internacional tem visto alguns progressos ao longo do tempo.